# القرار (الخبت)

تعديل مصدري - تعديل

القرار هي إحدى قرى عزلة العمارية بمديرية الخبت التابعة لمحافظة المحويت، بلغ تعداد سكانها 304 نسمة حسب تعداد اليمن لعام 2004.